# Magny-la-Fosse
Magny-la-Fosse – miejscowość i gmina we Francji, w regionie Hauts-de-France, w departamencie Aisne.
Według danych na styczeń 2014 roku gminę zamieszkiwało 130 osób, a gęstość zaludnienia wynosiła 35,7 osób/km².